# Drvetine
Drvetine är en ort i Bosnien och Hercegovina.   Den ligger i entiteten Federationen Bosnien och Hercegovina, i den centrala delen av landet, 80 km väster om huvudstaden Sarajevo. Drvetine ligger 550 meter över havet och antalet invånare är 231.
Terrängen runt Drvetine är huvudsakligen kuperad, men den allra närmaste omgivningen är platt. Drvetine ligger nere i en dal.Närmaste större samhälle är Bugojno, 5,0 km söder om Drvetine. 
Omgivningarna runt Drvetine är en mosaik av jordbruksmark och naturlig växtlighet. Runt Drvetine är det ganska tätbefolkat, med 93 invånare per kvadratkilometer.